# Estación de Huércal-Viator
Huércal-Viator es una estación de ferrocarril situada en el municipio español de Huércal de Almería, aunque también da servicio al municipio de Viator, en la provincia de Almería. Cuenta con servicios provisionales de Larga y Media Distancia operados por Renfe. 

## Situación ferroviaria
Las instalaciones se encuentran situadas en el punto kilométrico 243,9 de la línea férrea de ancho ibérico Linares Baeza-Almería, a 70 metros de altitud sobre el nivel del mar, entre las estaciones de Benahadux-Pechina y de Almería. El tramo es de vía única y está electrificado. 

## Historia
Las instalaciones fueron construidas originalmente por la Compañía de los Caminos de Hierro del Sur de España como parte del ferrocarril Linares-Almería, que para 1899 ya se encontraba operativo. Se trataba de una estación pasante, siendo la última antes de la llegada a la estación de Almería. En 1929 las instalaciones pasaron a manos de la Compañía de los Ferrocarriles Andaluces, empresa que desde 1916 ya venía gestionando las líneas e infraestructuras de «Sur de España». En 1941, con la nacionalización de los ferrocarriles de ancho ibérico, la estación pasó a manos de la recién creada RENFE. 
Desde enero de 2005, con la división de RENFE en Renfe Operadora y Adif, esta última es la titular de las instalaciones.
Desde el 5 de marzo de 2024 la estación asume de forma provisional el tráfico ferroviario como estación como terminal para los trenes de Media y Larga Distancia debido a las obras de soterramiento del ferrocarril en Almería que se prevé que estén acabadas a mediados de 2026.

## La estación
Consta de 3 vías y 2 andenes, uno central y uno lateral.
Las instalaciones no disponen de los servicios propios de una estación de pasajeros. Es una estación técnica, de trasbordo o de tránsito hasta la Estación Intermodal de Almería. Desde allí parten o salen todos los autobuses contratados por Renfe Operadora que tengan como origen o destino Almería capital.